# Xenotyphlops grandidieri
Xenotyphlops grandidieri är en ormart som beskrevs av Mocquard 1905. Xenotyphlops grandidieri ingår i släktet Xenotyphlops och familjen maskormar. Inga underarter finns listade i Catalogue of Life.
Arten är känd från ett litet område på norra Madagaskar. Den hittades i skogar och i buskskogar nära havet. Individerna gräver i marken. Honor lägger ägg. Arten lever låglandet upp till 50 meter över havet. Arten har en rosa färg med gråa nyanser och den saknar ögon. Exemplaren är ungefär 13 cm långa. Som föda antas ryggradslösa djur som saknar hårt skal.
Beståndet hotas av svedjebruk och av gruvdrift. Utbredningsområdet är maximal 28 km² stort. IUCN kategoriserar arten globalt som akut hotad.